# Stachys palustris
La stregona palustre (nome scientifico Stachys palustris (L.) L., 1753) è una piccola pianta erbacea dai fiori labiati appartenente alla famiglia delle Lamiaceae.

## Etimologia
Il nome generico (stachys) deriva dal greco e significa "simile alla spiga di grano". L'epiteto specifico (palustris = cresce nelle paludi) fa riferimento al suo habitat più tipico.
Il nome scientifico della specie è stato definito da Linneo (1707 – 1778), conosciuto anche come Carl von Linné, biologo e scrittore svedese considerato il padre della moderna classificazione scientifica degli organismi viventi, nella pubblicazione "Species Plantarum - 2: 580" del 1753.

## Descrizione

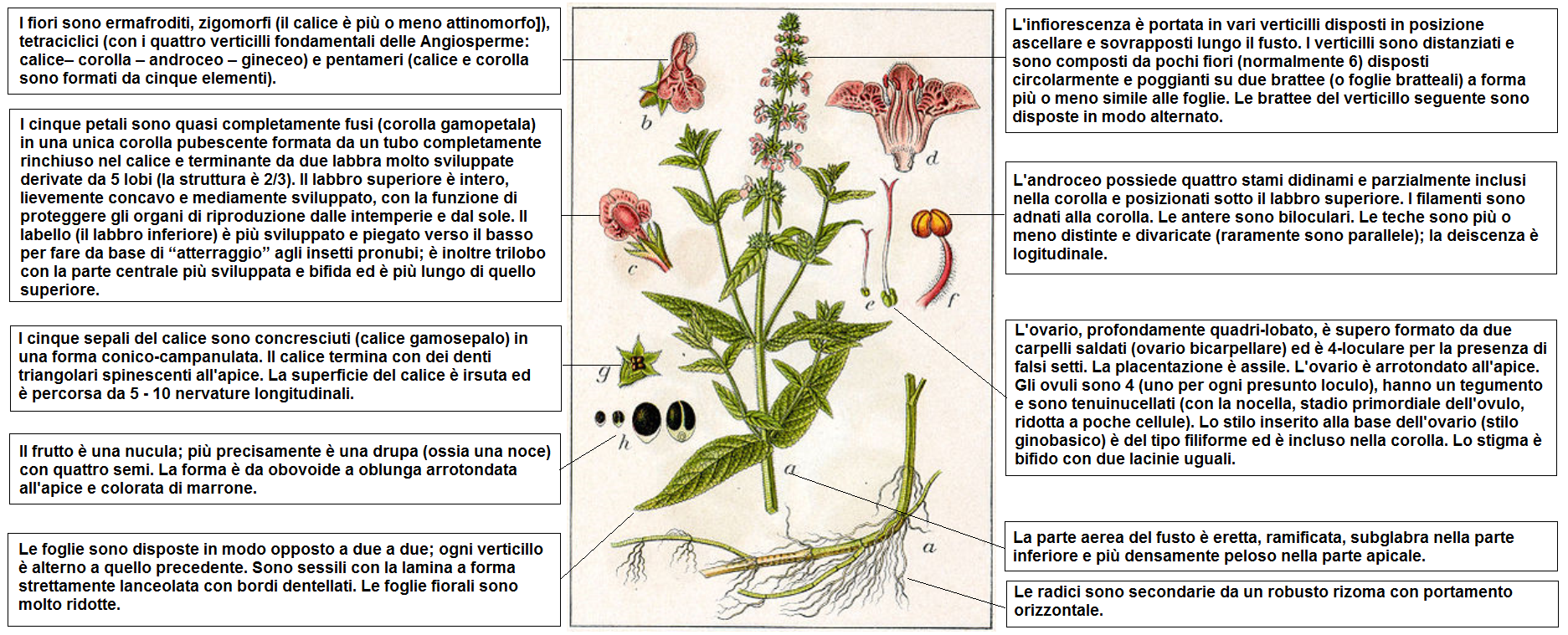
Descrizione delle parti della pianta

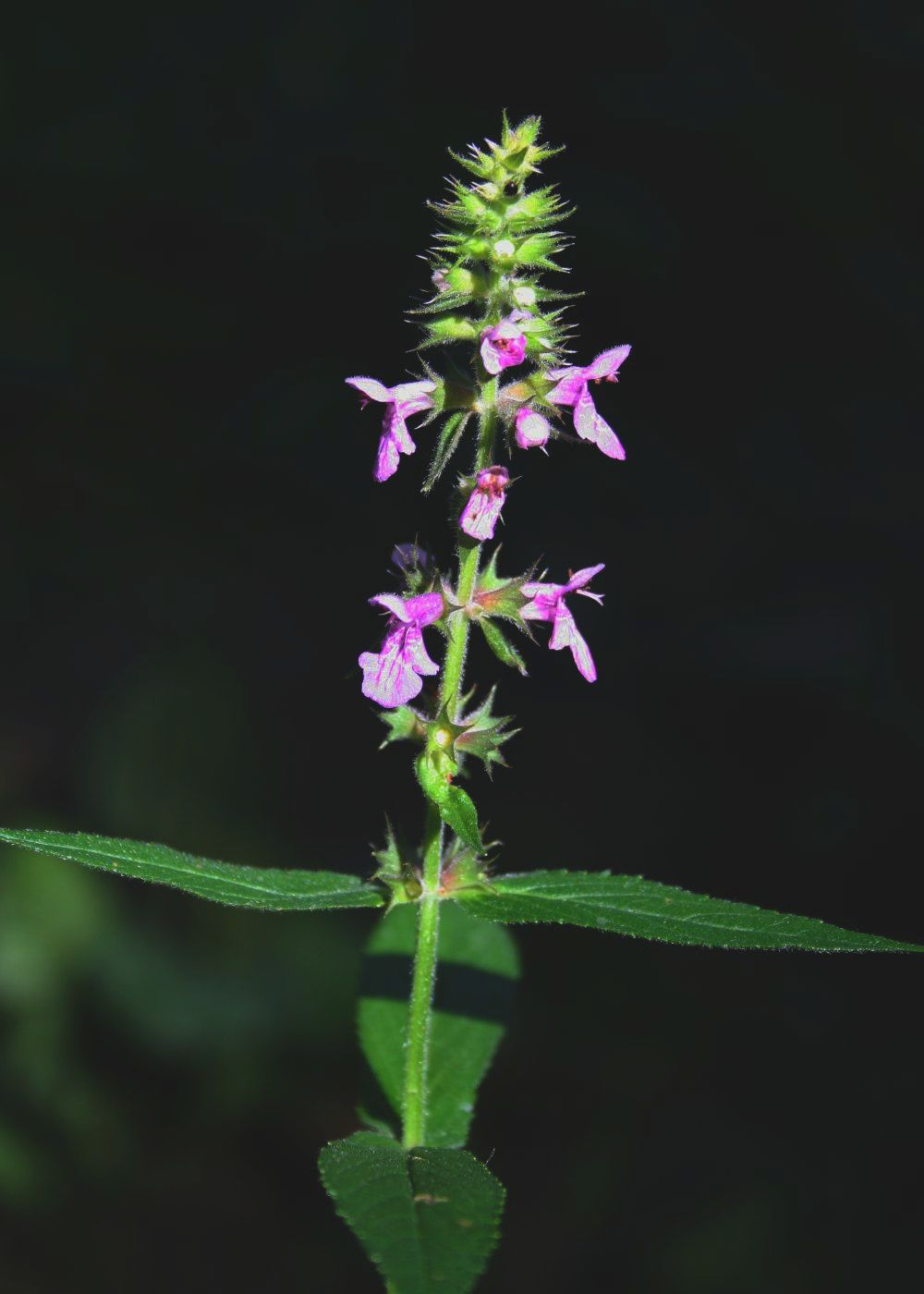
Il portamento

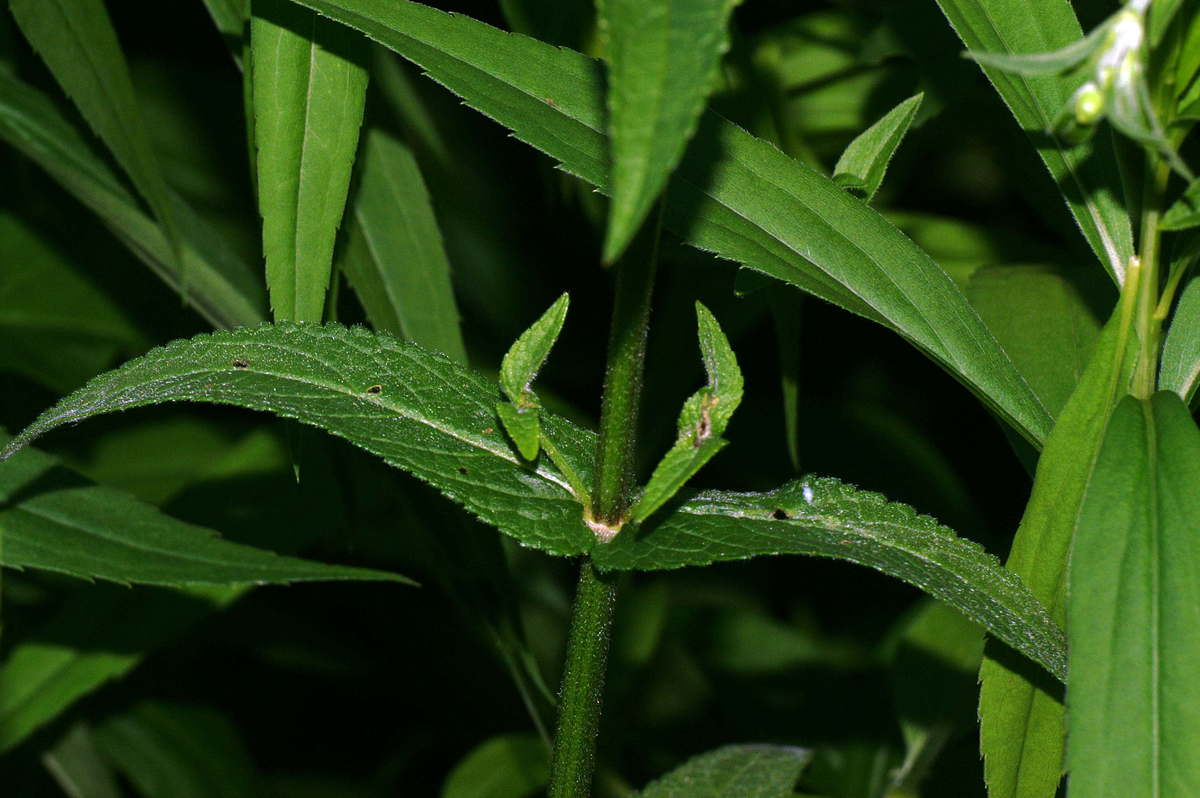
Le foglie

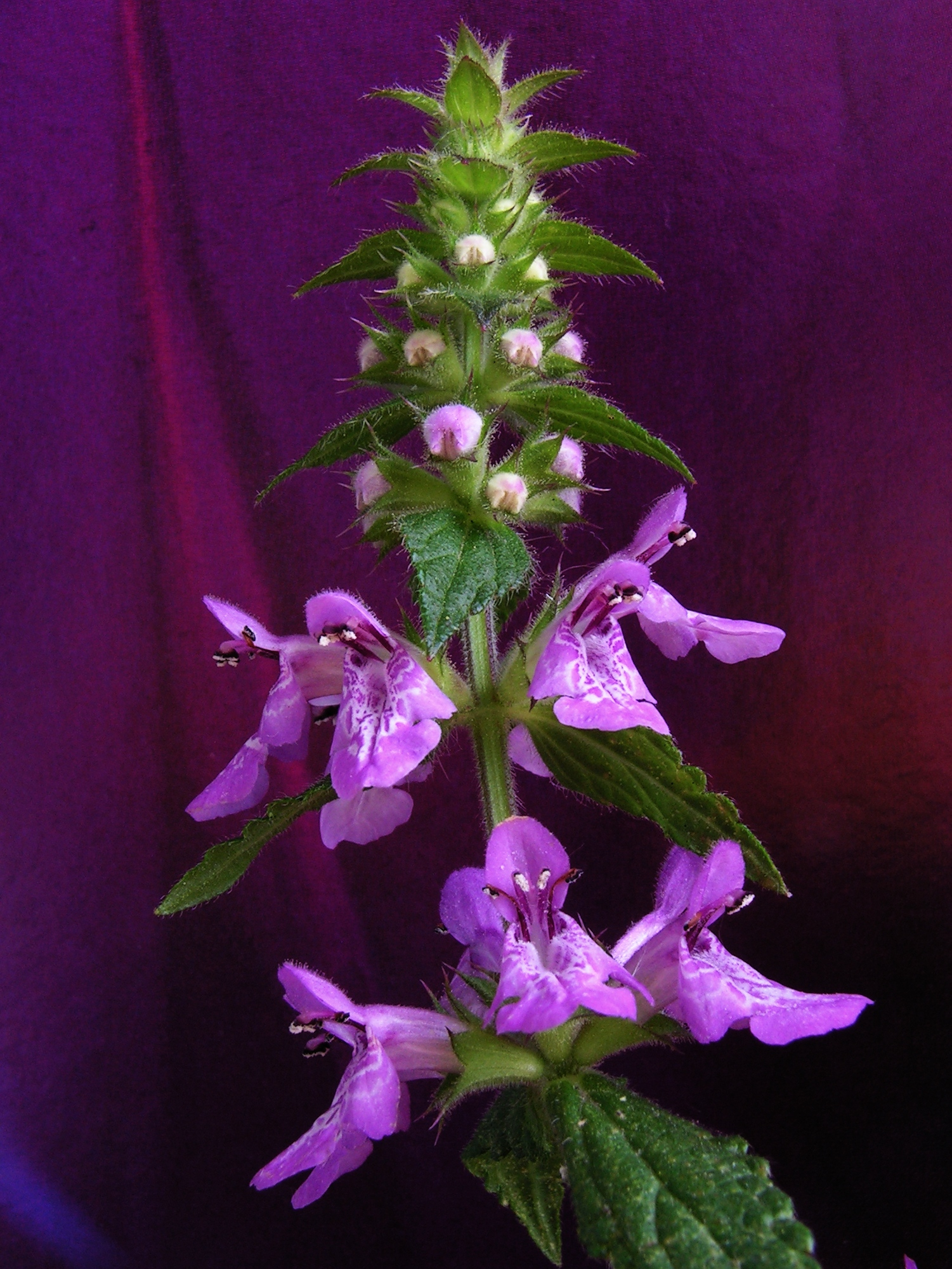
Infiorescenza

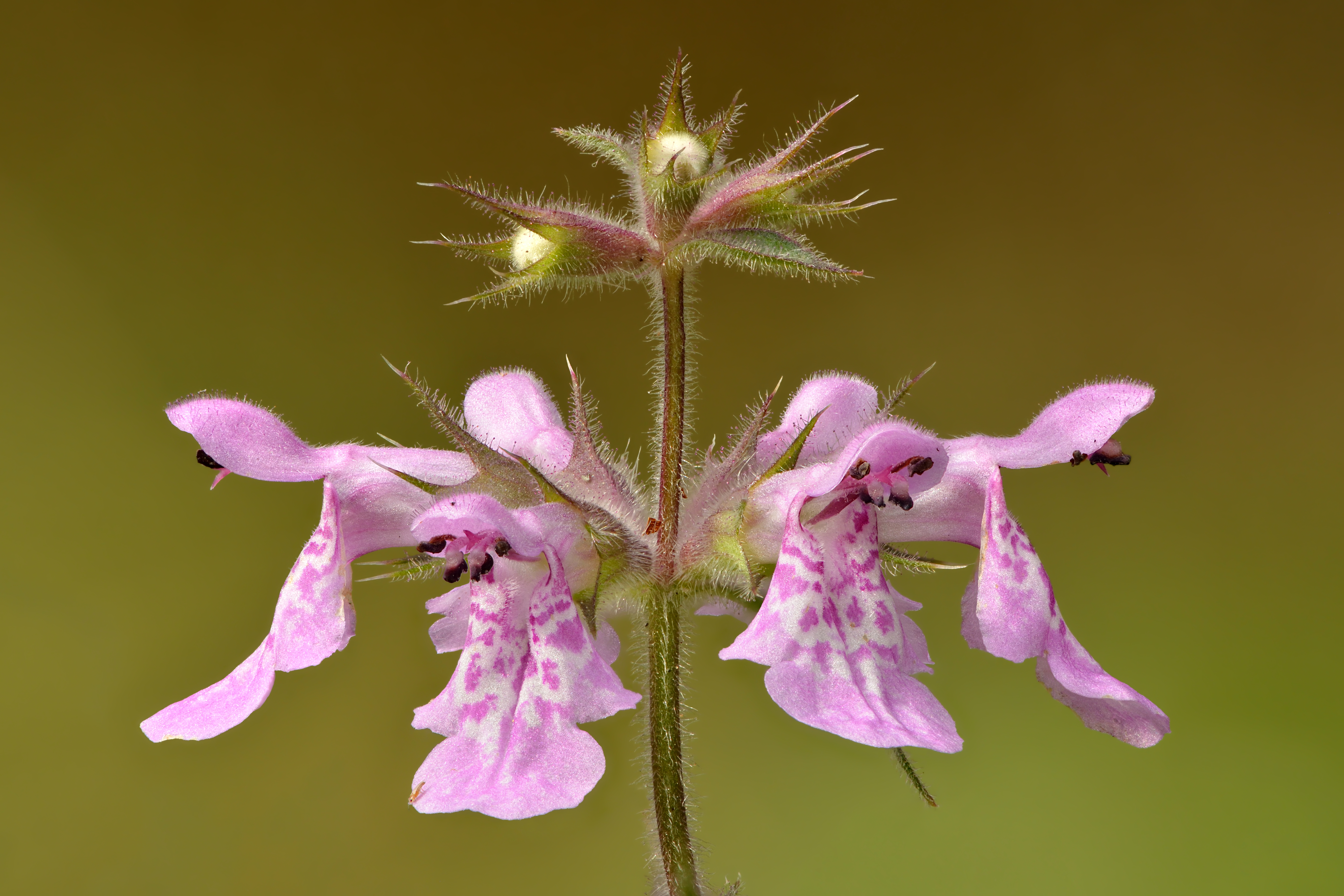
I fiori

Queste piante arrivano ad una altezza di 3 - 12 dm.  La forma biologica è emicriptofita scaposa (H scap), ossia in generale sono piante erbacee, a ciclo biologico perenne, con gemme svernanti al livello del suolo e protette dalla lettiera o dalla neve e sono dotate di un asse fiorale eretto e spesso privo di foglie. La forma biologica di questa specie può essere definita anche come geofita rizomatosa (G rhiz), ossia piante perenni erbacee che portano le gemme in posizione sotterranea; durante la stagione avversa non presentano organi aerei e le gemme si trovano in organi sotterranei come bulbi, tuberi e rizomi, fusti sotterranei dai quali, ogni anno, si dipartono radici e fusti aerei.

### Radici
Le radici sono secondarie da un robusto rizoma con portamento orizzontale.

### Fusto
La parte aerea del fusto è eretta, ramificata, subglabra nella parte inferiore e più densamente pelosa nella parte apicale. Lunghezza dei peli: 0,5 - 1,5 mm.

### Foglie
Le foglie sono disposte in modo opposto a due a due; ogni verticillo è alterno a quello precedente. Sono sessili con la lamina a forma strettamente lanceolata con bordi dentellati. Le foglie fiorali sono molto ridotte. Dimensione della lamina: larghezza 1 – 2 cm; lunghezza 6 – 10 cm.

### Infiorescenza
L'infiorescenza è portata in vari verticilli disposti in posizione ascellare e sovrapposti lungo il fusto. I verticilli sono distanziati e sono composti da pochi fiori (normalmente 6) disposti circolarmente e poggianti su due brattee (o foglie bratteali) a forma più o meno simile alle foglie. Le brattee del verticillo seguente sono disposte in modo alternato. Le bratteole sono assenti.

### Fiore
I fiori sono ermafroditi, zigomorfi (il calice è più o meno attinomorfo), tetraciclici (con i quattro verticilli fondamentali delle Angiosperme: calice– corolla – androceo – gineceo) e pentameri (calice e corolla sono formati da cinque elementi). Lunghezza del fiore: 13 – 17 mm.
- Formula fiorale. Per questa specie la formula fiorale della famiglia è la seguente:

X, K (5), [C (2+3), A 2+2], G (2), supero, drupa, 4 nucole
- Calice: i cinque sepali del calice sono concresciuti (calice gamosepalo) in una forma conico-campanulata. Il calice termina con dei denti triangolari spinescenti all'apice. La superficie del calice è irsuta ed è percorsa da 5 - 10 nervature longitudinali. Lunghezza del tubo: 4 – 5 mm. Lunghezza dei denti: 3 – 4 mm.
- Corolla: i cinque petali sono quasi completamente fusi (corolla gamopetala) in un'unica corolla pubescente formata da un tubo completamente rinchiuso nel calice e terminante da due labbra molto sviluppate derivate da 5 lobi (la struttura è 2/3). Il labbro superiore è intero, lievemente concavo e mediamente sviluppato, con la funzione di proteggere gli organi di riproduzione dalle intemperie e dal sole. Il labello (il labbro inferiore) è più sviluppato e piegato verso il basso per fare da base di “atterraggio” agli insetti pronubi; è inoltre trilobo con la parte centrale più sviluppata e bifida ed è più lungo di quello superiore. Le fauci internamente sono circondate da un anello di peli (caratteristica comune a molte "labiate" che ha lo scopo di impedire l'accesso ad insetti più piccoli e non adatti all'impollinazione). La corolla è roseo-violacea. Lunghezza della corolla: 13 – 15 mm. Dimensione del labbro superiore: larghezza 2 mm; lunghezza 3 mm. Dimensione del labbro inferiore: larghezza 6 mm; lunghezza 6 mm.
- Androceo: l'androceo possiede quattro stami didinami e parzialmente inclusi nella corolla e posizionati sotto il labbro superiore. I filamenti sono adnati alla corolla. Le antere sono biloculari. Le teche sono più o meno distinte e divaricate (raramente sono parallele); la deiscenza è logitudinale. Gli stami dopo la fecondazione divergono e si attorcigliano. I granuli pollinici sono del tipo tricolpato o esacolpato. Il nettario è ricco di sostanze zuccherine.
- Gineceo: l'ovario, profondamente quadri-lobato, è supero formato da due carpelli saldati (ovario bicarpellare) ed è 4-loculare per la presenza di falsi setti. La placentazione è assile. L'ovario è arrotondato all'apice. Gli ovuli sono 4 (uno per ogni presunto loculo), hanno un tegumento e sono tenuinucellati (con la nocella, stadio primordiale dell'ovulo, ridotta a poche cellule).[17] Lo stilo inserito alla base dell'ovario (stilo ginobasico) è del tipo filiforme ed è incluso nella corolla. Lo stigma è bifido con due lacinie uguali.
- Fioritura: da giugno a agosto (settembre).

### Frutti
Il frutto è una nucula acheniforme (schizocarpo); più precisamente è una drupa (ossia una noce) con quattro semi (uno per ovulo derivato dai due carpelli divisi a metà). Questo frutto nel caso delle Lamiaceae viene chiamato “clausa”. Le quattro parti in cui si divide il frutto principale, sono ancora dei frutti (parziali) ma monospermici (un solo seme) e privi di endosperma. La forma è da obovoide a oblunga arrotondata all'apice e colorata di marrone.

## Riproduzione
- Impollinazione: l'impollinazione avviene tramite insetti (impollinazione entomogama): ditteri, imenotteri e più raramente lepidotteri.[18][19]
- Riproduzione: la fecondazione avviene fondamentalmente tramite l'impollinazione dei fiori (vedi sopra).
- Dispersione: i semi cadendo a terra (dopo essere stati trasportati per alcuni metri dal vento – disseminazione anemocora) sono successivamente dispersi soprattutto da insetti tipo formiche (disseminazione mirmecoria).[20] Per questo scopo i semi hanno una appendice oleosa (elaisomi, sostanze ricche di grassi, proteine e zuccheri) che attrae le formiche durante i loro spostamenti alla ricerca di cibo.[21]

## Distribuzione e habitat

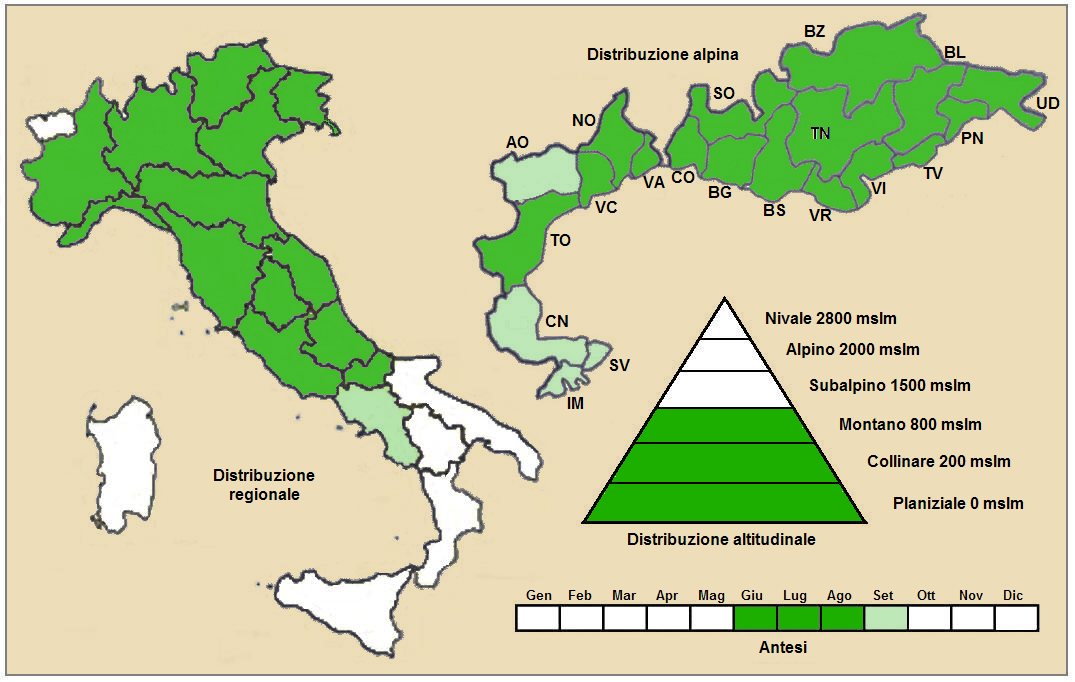
Distribuzione della pianta
(Distribuzione regionale – Distribuzione alpina)

- Geoelemento: il tipo corologico (area di origine) è Circumboreale o anche Eurosiberiano / Nord Americano.
- Distribuzione: in Italia è una specie rara e si trova al Nord e Centro. Nelle Alpi è presente soprattutto al Centro e nella parte orientale. Fuori dall'Italia, sempre nelle Alpi, questa specie si trova in Francia (dipartimenti di Isère, Savoia e Alta Savoia), in Svizzera (tutti i cantoni), in Austria (tutti i Länder) e Slovenia.[14] Nel resto dell'Europa si trova ovunque. È presente anche in Anatolia e in Transcaucasia.[23] Fuori dell'Europa si trova in India, Cina, Asia centrale e Nord America.[15]
- Habitat: l'habitat tipico per questa specie sono le sponde, gli alvei fluviali, le paludi e gli ambienti umidi in generale, ma anche i popolamenti a felci. Il substrato preferito è calcareo ma anche calcareo/siliceo con pH basico, medi valori nutrizionali del terreno che deve essere umido.[14]
- Distribuzione altitudinale: sui rilievi queste piante si possono trovare fino a 1300 m s.l.m.; frequentano quindi i seguenti piani vegetazionali: collinare e montano (oltre a quello planiziale – a livello del mare).

### Fitosociologia
Dal punto di vista fitosociologico alpino Stachys palustris appartiene alla seguente comunità vegetale:
- Formazione: delle comunità delle macro- e megaforbie terrestri

- Classe: Filipendulo-Convolvuletea

- Ordine: Filipenduletalia ulmariae

- Alleanza: Filipendulo-Petasition

## Tassonomia
La famiglia di appartenenza della specie (Lamiaceae), molto numerosa con circa 250 generi e quasi 7000 specie, ha il principale centro di differenziazione nel bacino del Mediterraneo e sono piante per lo più xerofile (in Brasile sono presenti anche specie arboree). Per la presenza di sostanze aromatiche, molte specie di questa famiglia sono usate in cucina come condimento, in profumeria, liquoreria e farmacia. Il genere Stachys comprende più di 300 specie con una distribuzione cosmopolita (ad eccezione dell'Australia e Nuova Zelanda), due dozzine delle quali vivono spontaneamente in Italia. Nell'ambito della famiglia il genere Stachys è descritto all'interno della tribù Stachydeae Dumort., 1827  (sottofamiglia Lamioideae Harley, 2003). Nelle classificazioni meno recenti la famiglia Lamiaceae viene chiamata Labiatae.
Il numero cromosomico di S. palustris è: 2n = 64, 96 e 102.

### Variabilità
Facilmente questa specie si ibrida con Stachys sylvatica L. chiamata Stachys ambigua Sm.. Stachys palustris è inoltre una specie variabile nella dimensione e forma delle foglie (a volte sono quasi lineari), nello sviluppo delle foglie bratteali e nel colore della corolla (quasi biancastro).

### Sinonimi
Questa entità ha avuto nel tempo diverse nomenclature. L'elenco seguente indica alcuni tra i sinonimi più frequenti:
- Stachys aquatica Bubani
- Stachys austriaca  Heynh.
- Stachys maeotica  Postrig.
- Stachys maeotica  Postr.
- Stachys palustris var. angustifolia  Benth.
- Stachys palustris var. arenicola  Farw.
- Stachys palustris var. cinerea T.Durand
- Stachys palustris f. cleoniquei  B.Boivin
- Stachys palustris var. hybrida  Benth.
- Stachys palustris var. macrocalyx  Jenn.
- Stachys palustris var. nipigonensis  Jenn.
- Stachys palustris var. palustris
- Stachys palustris var. petiolata  T.Durand
- Stachys palustris var. phaneropoda  Weath. ex Fernald
- Stachys palustris var. segetum  (Hagen) Nyman
- Stachys segetum  Hagen
- Stachys wolgensis  Wilensky

## Altre notizie
La stregona palustre in altre lingue è chiamata nei seguenti modi:
- (DE)  Sumpf-Ziest
- (FR)  Épiaire des marais
- (EN)  Marsh Woundwort